# James Agee
James Rufus Agee (27 novembre 1909, Knoxville, Tennessee – 16 mai 1955) est un romancier et critique de cinéma américain. Il a été lauréat du Prix Pulitzer en 1958 pour son livre autobiographique Une mort dans la famille, paru à titre posthume en 1957.

## Biographie
Agee est né à Knoxville dans le Tennessee . Son père meurt dans un accident de voiture, alors qu'il n'a que six ans. À partir de ce moment, il est envoyé dans des écoles loin de chez lui où il se sent isolé et abandonné par sa mère. Il achèvera ses études à l'Université Harvard.

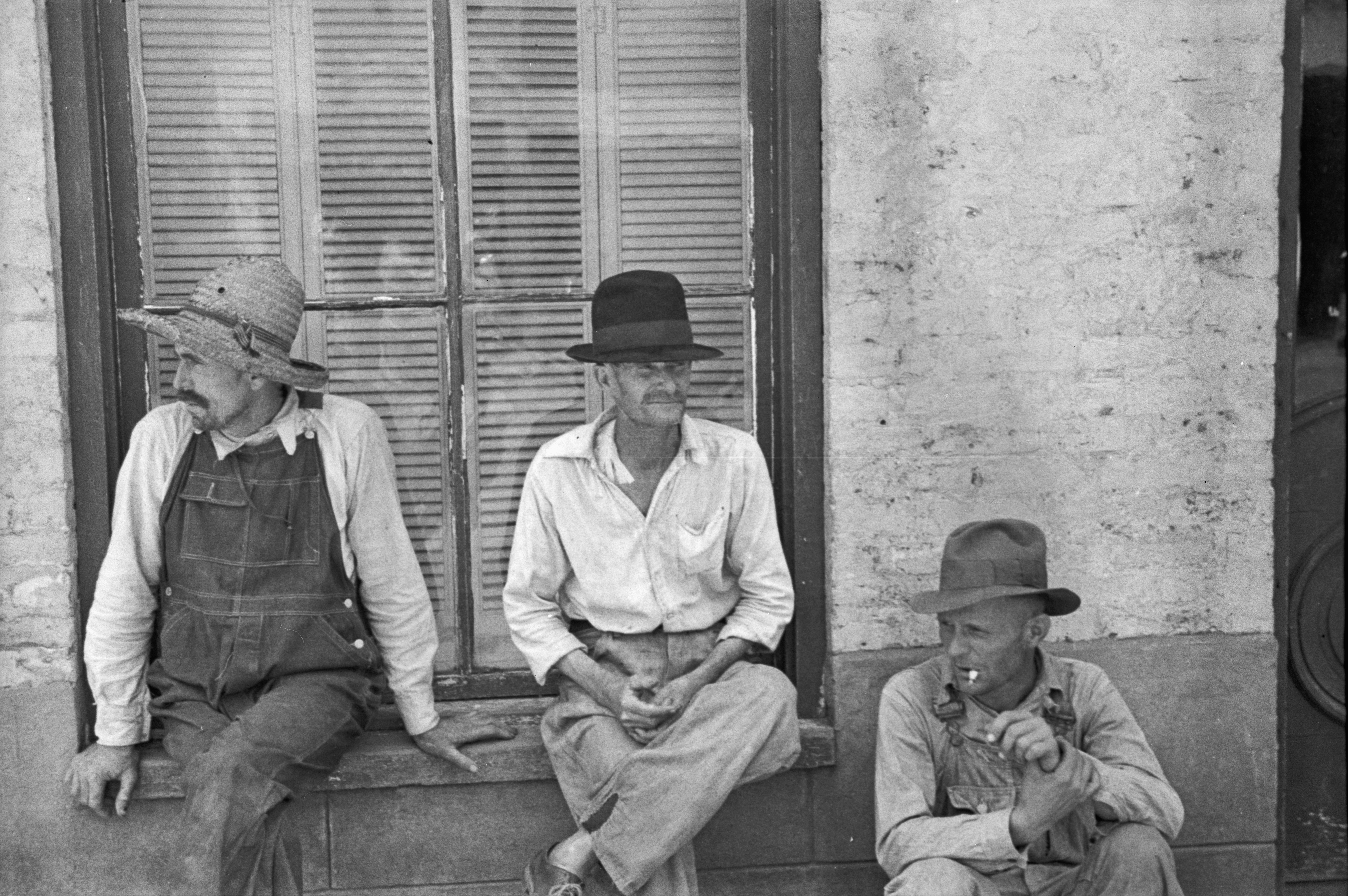
Frank Tengle, Bud Fields et Floyd Burroughs, trois métayers du comté de Hale, photo de Walker Evans publiée dans Louons maintenant les grands hommes, 1936.

Au cours de l'été 1936, le magazine Fortune charge James Agee, accompagné du photographe Walker Evans, d'effectuer un reportage sur la condition des métayers blancs du sud de l'Alabama. Pendant six semaines dans le comté de Hale, Agee et Evans côtoient trois familles blanches vivant dans une extrême précarité. Le texte que propose Agee à son commanditaire, dès son retour à New York, est refusé. Il deviendra finalement un livre parfaitement inclassable, cri d'indignation et de colère en faveur de ces victimes de la Grande Dépression, accompagné d'un portfolio des photographies d'Evans, publié aux États-Unis en 1941 sous le titre Louons maintenant les grands hommes. Ce livre marquera grandement le photographe William Christenberry, originaire de la région traitée dans le livre.
En 1942, il devient critique de cinéma pour le Time, écrivant parfois aussi quelques critiques de livres. En 1948, il quitte ce métier pour devenir écrivain indépendant. 
Il meurt d'une crise cardiaque le 16 mai 1955, à New York, dans un taxi qui l'amenait chez le médecin. Il était âgé de 45 ans.

## Œuvre

### Prose
- Let Us Now Praise Famous Men: Three Tenant Families (1941), en collaboration avec le photographe Walker Evans Publié en français sous le titre Louons maintenant les grands hommes. Alabama : trois familles de métayers en 1936, Paris, Plon, coll. « Terre humaine », 1972 [1941], 473 pages ; réédition 1993, augmentée d'une postface de Bruce Jackson.  (ISBN 978-2259001694)
- The Morning Watch (1951) Publié en français sous le titre La Veillée du matin, Paris, Flammarion, 1951 ; réédition, Paris, Flammarion, coll. Garnier-Flammarion no 508, 1988
- A Death in the Family (1957), ouvrage inachevé publié de façon posthume Publié en français sous le titre Une mort dans la famille, traduction de Denise Meunier, Paris, Plon, 1961 Publié en français sous le titre Une mort dans la famille, traduction de Jean Queval, Paris, Flammarion, 1975 ; réédition, Paris, Le Livre de poche no 4988, 1977 ; réédtion, Paris, 10/18 no 3289, 2001 ; réédition, Paris, Christian Bourgois Éditeur, 2011, 443 pages.  (ISBN 978-2-2670-2143-1)
- The Collected Short Prose of James Agee (1972), publication posthume
- Cotton Tenants: Three Families (2013)

Publié en français sous le titre Une saison de coton - Trois familles de métayers, trad. d’Hélène Borraz, Paris, Christian Bourgois Éditeur, 2014, 224 p.  (ISBN 978-2-26702691-7)

### Théâtre
- All the Way Home (1960), adaptation posthume pour la scène de Une mort dans la famille

### Poésie
- Permit Me Voyage (1934)
- Knoxville: Summer of 1915 (1935), poème mis en musique ultérieurement par Samuel Barber
- The Collected Poems of James Agee (1968)

### Essais
- Agee on Film (1948) Publication en français de ce recueil et du suivant sous le titre Sur le cinéma, Paris, Cahiers du cinéma, coll. Essais, 1991
- Agee on Film II (1952)

### Autres publications
- The Tramp's New World (1949), scénario pour Charlie Chaplin Publication en français sous le titre Le Vagabond d'un nouveau monde, Paris, Editions Capricci, 2010 [1947], 168 pages.  (ISBN 978-2-918040-12-5)
- African Queen (1951) et The Night of the Hunter (1954), scénarios des films éponymes Publication en français sous le titre L'Odyssée de l'"African Queen", suivi de La Nuit du chasseur, Paris, Flammarion, 1988
- Letters of James Agee to Father Flye (1962)
- Brooklyn Is (1968), article écrit pour la presse en 1939 Publication en français sous le titre Brooklyn existe, trad. Anne Rabinovitch, Paris, Christian Bourgois Éditeur, coll. Titres no 108, 2010, 80 pages.  (ISBN 978-2-267-02070-0)
- Cotton Tenants: Three Families (2013)

## Filmographie

### Comme scénariste
- 1951 : L'Odyssée de l'African Queen (The African Queen), film américain réalisé par John Huston, d'après le roman de C. S. Forester, avec Humphrey Bogart et Katharine Hepburn
- 1952 : Face to Face, film à sketches - sketch Frank, Prisonier (The Bride Comes to Yellow Sky), réalisé par Bretaigne Windust, d'après le récit de Stephen Crane, avec Robert Preston
- 1955 : La Nuit du chasseur (The Night of the Hunter), film américain réalisé par Charles Laughton, avec Robert Mitchum, Shelley Winters et Lillian Gish

### Comme acteur
- 1950 : Gengis Khan : Narrateur (version américaine) (voix)

### Comme directeur de la photographie
- 1948 : In the Street

## Prix et distinctions
- Nomination à l'Oscar du meilleur scénario adapté 1952 pour L'Odyssée de l'African Queen
- Lauréat (posthume) du Prix Pulitzer de la fiction 1958 pour Un mort dans la famille

## James Agee dans la culture
En 2019, le biographe romancier Rodolphe Barry publie le roman Honorer la fureur, retraçant la vie et l’œuvre de James Agee.